# Década de 1220
Séculos: (Século XII - Século XIII - Século XIV)
Décadas: 1170 1180 1190 1200 1210 - 1220 - 1230 1240 1250 1260 1270
Anos: 1220 - 1221 - 1222 - 1223 - 1224 - 1225 - 1226 - 1227 - 1228 - 1229